# مطبخ سلوفيني
مطبخ سلوفيني هو نوع من أنواع المطابخ الذي يتأثر بتنوع طبيعة البلاد ومناخها وتاريخها، بالإضافة إلى الثقافات المجاورة لها. في عام 2016، قام مجموعة من كبار علماء الإثنولوجيا السلوفينيين بتقسيم سلوفينيا إلى 24 منطقة طهي مختلفة. كما أن أول كتاب طبخ باللغة السلوفينية نُشر على يد فالنتين فودنيك في عام 1798.

## الأطعمة والأطباق[2]
تعد الشوربات إضافة حديثة نسبيًا في المطبخ السلوفيني، رغم أن هناك أكثر من 100 نوع منها. في الماضي، كانت توجد أنواع مختلفة من العصائد واليخنات والوجبات التي تُطهى في وعاء واحد. كما أن الشوربات التي لا تحتوي على لحم كانت عادة بسيطة جدًا. أحد الأطباق التقليدية هو أليلويا، وهو حساء يُصنع من قشور اللفت وكان من الأطباق المشهورة في فترات الصوم. أما الشوربة الأكثر شيوعًا التي تحتوي على لحم فهي شوربة اللحم البقري مع المعكرونة، والتي تُقدّم عادة في يوم الأحد كجزء من وجبة الغداء . وفي أيام الأعياد والعطلات، غالبًا ما يكون هناك خيار بين شوربة اللحم البقري بالمعكرونة أو شوربة الفطر الكريمية. كما أن لحم الخنزير شائع ومحبوب في جميع أنحاء سلوفينيا، والدواجن أيضًا تحظى بشعبية كبيرة. هناك تنوع كبير في أنواع اللحوم في مناطق مختلفة من سلوفينيا. ففي منطقة كارنيولا البيضاء والساحل السلوفيني، يتم تناول لحم الضأن والماعز. وفي يوم القديس مارتن، يتناول الناس الأوز المشوي أو البط أو الديك الرومي أو الدجاج مع الملفوف الأحمر وملينتسي. في كارنيولا السفلى وكارنيولا الداخلية، كان الناس يأكلون السناجب المشوية وطيور السمان. وحتى تفشي مرض سرطان البحر في الثمانينيات من القرن التاسع عشر، كان سرطان البحر النبيل مصدر دخل وكان يُقدّم كثيرًا في قوائم الطعام في كارنيولا السفلى وكارنيولا الداخلية.
كما تعد الهندباء مكونًا شائعًا في السلطات في سلوفينيا، وقد تم جمعها من الحقول لقرون طويلة. حتى اليوم، لا تزال سلطة الهندباء مع البطاطا تحظى بشعبية كبيرة. بما أن موسم جمعها قصير جدًا في بداية الربيع، فإن الناس يستغلون هذا الوقت جيدًا. تخرج العائلات لجمع الهندباء، وتجمع ما يكفي للاستخدام طوال الأسبوع. في العصور الوسطى، كان الناس يأكلون الجوز والثمار البرية الأخرى، خاصة في أوقات المجاعات. وكانت الكستناء تُعتبر ثمينة، وكانت تُستخدم كأساس للعديد من الأطباق. كما ان الجوز والبندق يُستخدمان أيضًا في الكعك والحلويات. كا أن التوت البري، والتوت الأسود، والتوت الأزرق مصدرًا غنيًا بالفيتامينات. حيث هناك العديد من الأنواع. كما كان العسل يُستخدم بشكل كبير. الميدينياكي، وهي كعك عسل تأتي بأشكال مختلفة، غالبًا ما تكون على شكل قلب، وتُستخدم كهدية في كثير من الأحيان.

## المنتجات الغذائية المحمية[3]
ابتداءً من يناير 2023، تم حماية 24 منتجًا غذائيًا سلوفينيًا على المستوى الأوروبي:
- برليشكا تونكا، منتج من منطقة برليكا في شرق سلوفينيا، مصنوع من الشحم المفروم ولحم الخنزير.
- بستوي البصل (بستوي لُوك)، نوع من البصل ذو شكل قلب، مع لون أحمر، بينما الحواف تكون بلون بنفسجي أكثر كثافة.
- زيت الزيتون البكر الممتاز من إستوريا السلوفينية ، زيت قليل المرارة والحار مع رائحة فواكه قوية، يُنتج في منطقة إستوريا السلوفينية ويحتوي على كمية كبيرة من حمض الأوليك والبيفينولات.
- جبن نانوس ، مصنوع من حليب البقر، جبن صلب يحتوي على ثقوب صغيرة بحجم البازلاء، ذو طعم حلو وحار قليلًا.
- عسل غابات كوتشفي، يُنتج في منطقة كوتشفي الأوسع.
- زغورني سافينجي زيلوديتس، منتج لحم مجفف بالهواء من منطقة وادي سافينجا العليا، مصنوع من لحم الخنزير عالي الجودة والشحم، محشو في معدة خنزير.
- شيبريلجي زيلوديتس، يُنتج في المناطق حول سيركنو وإدريا، مصنوع من لحم الخنزير عالي الجودة والشحم، محشو في معدة خنزير.
- جبن تولمينك ، مصنوع من حليب الأبقار النيء في منطقة تولمين، طعمه حلو وحار.
- بروسيوتو كارست ، يُنتج بالطريقة التقليدية في هضبة كارست في جنوب غرب سلوفينيا.
- لحم الرقبة المُجفف من كارست، منتج لحم أسطواني الشكل من لحم الرقبة المجفف في غلاف.
- جبن بوفك ، جبن غنم قوي من منطقة بوفك بالقرب من نهر سوشا.
- زيت اليقطين من شتاير-بريكمورجي، زيت اليقطين ذو اللون الداكن المستخرج من بذور اليقطين.
- عسل كارست، عسل يُجمع حصريًا من هضبة كارست.
- موهانت، جبن طري من حليب الأبقار ذو رائحة قوية وطعم حار، أحيانًا مر.
- عسل سلوفيني ، عسل يُجمع حصريًا من أراضي سلوفينيا.
- هام بريكمورجي ، لحم خنزير من منطقة بريكمورجي.
- ملح من بيران ، ملح يُجمع يدويًا من حقول الملح على الساحل السلوفيني بالقرب من بيران.
- سجق كارنيوليان، سجق مطبوخ عادة من لحم الخنزير والشحم.
- بروسيوتو إستوريا، لحم خنزير غير مطبوخ وغير مدخن ومجفف من إستوريا.
- هوب شتاير، نوع صغير من النباتات المزهرة من عائلة القنب، يُستخدم في إنتاج البيرة.
- بيض كامنيك، بيض من منطقة تحت جبال كامنيك في وسط سلوفينيا.
- لحم من ماشية بوشكارين، لحم من ماشية إستوريا الخاصة.

## الأطباق السلوفينية التقليدية
- عصيدة الحنطة السوداء
- لفائف بيلوكارنيولا
- يخنة اللفت
- فونسيتيرك (طبق سلوفيني تقليدي من الذرة أو الحبوب)
- وجبة الريف (طبق تقليدي يشمل عدة أطعمة محلية)
- سجق كارنيولي
- ماتيڤُش (طبق سلوفيني من البطاطا والفاصوليا)
- ماڤزيل (نوع من الأطعمة التقليدية)
- مِزيرلي (طبق سلوفيني تقليدي)
- الحساء الإيطالي التقليدي (مينسترواني)
- يخنة (طبق لحم وخضروات)
- بيير (بيض ملون تقليدي في عيد الفصح)
- بوتيتسا (رول الجوز)
- غيبانيكا من بريكمورجي (نوع من الحلوى السلوفينية التقليدية)
- ريتشِت (شوربة أو يخنة سلوفينية تقليدية)
- شبيه الكباب المصنوعة من لحم الخنزير
- يُوتا من فيبابا (يخنة سلوفينية تقليدية من المنطقة)

### الشوربات واليخنات
- Bakalca: بكالكا (حساء سلوفيني تقليدي مصنوع من الخضروات واللحوم)
- Bobiči: بوبتشي (يخنة سلوفينية تحتوي على الفاصوليا واللحم)
- Bograč: بوغراش (يخنة سلوفينية من لحم الخنزير أو لحم البقر مع الخضروات)[4]
- Jota: يُوتا (يخنة سلوفينية تقليدية تحتوي على الفاصوليا، الكرنب، واللحم)
- Vipavska kisla juha: شوربة فيبابا الحامضة (شوربة حامضة تقليدية من منطقة فيبابا)
- Mineštra: مينسترواني (حساء إيطالي تقليدي يحتوي على خضروات ومعكرونة)
- Prežganka: بريجكا (شوربة سلوفينية وطنية مصنوعة من الدقيق، بذور الكمون، والبيض المخفوق)
- Šara: شارا (نوع من اليخنات السلوفينية المكونة من اللحوم والخضروات)
- Štajerska kisla juha: شوربة ستاير الحامضة (شوربة حامضة تأتي من منطقة ستاير السفلى، وتُحضّر في عيد الكوليني (ذبح الخنازير) باستخدام لحم الخنزير وأجزاء من رأس الخنزير)

### الاطباق النباتية
- Ajdovi žganci: عجيدة الحنطة السوداء، وهي طبق في المطبخ السلوفيني يشبه البولنتا، ولكنه يُحضر بحبوب أدق.
- Aleluja: أليلويا (حساء تقليدي سلوفيني)
- Bezgovo cvrtje: بيزغوفو فرتييه (نوع من الأطعمة السلوفينية التقليدية)
- Čompe: كومبي (طبق سلوفيني يتكون أساسًا من البطاطا)
- Fritaja: فريتاجا (طبق سلوفيني وكرواتي، يتم تحضيره عادةً في الربيع باستخدام الخضروات مثل الهليون البري، القفزات البرية، الأعشاب، الهندباء، الطماطم، براعم الثوم الصغيرة، والتوابل، وغالبًا ما يُضاف إليه البيض)[4]
- Idrijski žlikrofi: إيدريجي زليكروفي (نوع من المعكرونة المحشوة التقليدية من منطقة إيدريا)
- Jabolčna čežana: جابولشنا تشيزانا (حلوى سلوفينية مصنوعة من التفاح)
- Kaša: كاشا (طبق يُؤكل عادة في أوروبا الشرقية، وهو واحد من أقدم الأطباق المعروفة في المطبخ السلافي الأوروبي الشرقي)
- Krapi: كراپي (نوع من المعكرونة المحشوة التقليدية السلوفينية)
- Maslovnik: ماسلوڨنيك (نوع من المعجنات السلوفينية)
- Matevž: ماتيڤُش (طبق سلوفيني من البطاطا والفاصوليا)
- Medla: ميدلا (نوع من الأطعمة السلوفينية التقليدية)
- Mešta: ميشتا (طبق سلوفيني تقليدي من الحبوب والخضروات)
- Močnik: موكنيك (يُصنع من الحبوب مثل الحنطة السوداء أو الذرة أو القمح أو الشعير أو الشوفان، ويُحضّر إما بالحليب أو الكريمة أو الكريمة الحامضة)
- Njoki: نيوكي (نوع من المعكرونة السلوفينية المصنوعة من البطاطا أو الدقيق)
- Smojka: سمويكا (نوع من الأطعمة السلوفينية)
- Štruklji: شتروكلي (طبق سلوفيني تقليدي يتكون من عجينة محشوة يمكن تحضيرها بطرق مختلفة)

### أطباق اللحوم
- Budelj: بوديلج (طبق سلوفيني تقليدي يحتوي على لحم مفروم وخضروات)
- Bujta repa: بويتا ريفا (يخنة اللفت السلوفينية)
- Bunka: بونكا (طبق سلوفيني يتكون من لحم مطهو بشكل تقليدي)
- Furešna: فوريشنا (طبق سلوفيني تقليدي يعتمد على لحم الخنزير)
- Jetrnice: جترنيتسي (سجق كبد الخنزير)
- Kranjska klobasa: سجق كارنيولا (سجق تقليدي سلوفيني مصنوع من لحم الخنزير والشحم)
- Krvavice: كرفافيتشي (النقانق السوداء أو النقانق الدم)
- Mavta: مافتا (نوع من الأطباق السلوفينية المكونة من اللحم)
- Mavželj: ماڤزيل (طبق سلوفيني تقليدي من اللحم والخضروات)
- Meso v tünki: ميسو في تونكي (لحم مطبوخ في المعدة)
- Mežerli: مِزيرلي (طبق سلوفيني تقليدي من اللحم)
- Povijaka: بويڤيكا (طبق سلوفيني تقليدي محشو بلحم الخنزير)
- Prata: براتا (نوع من اللحوم المحشوة في العادة)
- Pršut: بروسيوتو (لحم الخنزير المجفف والمملح، يشبه الهام)
- Šivanka: شيفانكا (نوع من النقانق السلوفينية التقليدية)
- Švacet: شفاتسيت (طبق سلوفيني تقليدي من اللحم)
- Vampi: فامبي (الكرشوف أو المعدة مطهية بطريقة سلوفينية تقليدية)
- Zaseka: زاسيكا (طبق سلوفيني تقليدي يحتوي على لحم خنزير)
- Želodec: زيلوديتس (معده خنزير محشوة باللحم ومطبوخة)

### الحلويات والمعجنات
- Bobi: بوبّي (نوع من الحلويات السلوفينية التقليدية)
- Buhteljni: بوهْتِلْنِي (دونات سلوفينية محشوة عادة بالكريمة أو المربى)
- Cmoki: تشموكي (كرات عجين محشوة بالفاكهة أو الحشوات الأخرى)
- Hajdinjača: هايدينيَاتشا (حلوى سلوفينية مصنوعة من الحبوب)
- Kremsnita: كريمسنيتا (كعكة كريمة سلوفينية مشهورة بطبقات من الكريمة والفانيليا)
- Krhki flancati: كركي فلانتاتي (نوع من المعجنات المقرمشة المقلية)
- Krofi: كروفي (دونات سلوفينية مغطاة بالسكر أو محشوة بالكريمة)
- Kvasenica: كفاسينيتسا (حلوى سلوفينية تقليدية مصنوعة من العجين المخمر)
- Miške: ميشكي (نوع من المعجنات السلوفينية على شكل حيوانات أو أشكال أخرى)
- Mlinci: ملينتسي (نوع من المعكرونة السلوفينية التقليدية التي تُستخدم في الأطباق الرئيسية)
- Ocvirkovica: أوتسفيركوفيكا (حلوى سلوفينية مصنوعة من لحم الخنزير والشحم)
- Pinca: بينتسا (كعكة تقليدية سلوفينية تُخبز في عيد الفصح)
- Pogača: بوغاكا (خبز مسطح سلوفيني تقليدي، يُحضر بأشكال مختلفة)
- Posolanka: بوسولانكا (نوع من الحلوى السلوفينية المالحة)
- Povitica or Potica (nut roll): بوتيتسا (رول الجوز التقليدي السلوفيني)
- Prekmurska gibanica: بريكمورجي غيبانيكا (حلوى سلوفينية تقليدية تحتوي على طبقات من الجبن والمكسرات والفواكه)
- Šarkelj: شاركيل (حلوى سلوفينية تقليدية من المنطقة الجبلية)
- Škofjeloški kruhek: شكوفيلوشكي كروهك (خبز حلو تقليدي من منطقة شكوفيله)
- Špehovka (bacon roll): شبيهوڤكا (رول لحم الخنزير)
- Vrtanek: فيرتانيك (نوع من الحلويات السلوفينية المحشوة بالكريمة أو الفاكهة)
- Zlevanka: زليفانكا (حلوى سلوفينية تقليدية مصنوعة من الذرة والفواكه)

### المشروبات
- Brinjevec: برينجيڤِتْس (مستخلص من التوت البري ويُشرب كخمر تقليدي سلوفيني)
- Borovničke: بوروفنيتشكي (مشروب كحولي مصنوع من توت العليق أو التوت الأزرق)
- Jabolčnik (apple wine): يابولتشنِك (نبيذ التفاح)
- Češnjevec (cherry brandy): تشينيِيفِتْس (مستخلص كرز كحولي سلوفيني)
- Cviček (Slovenian wine from Dolenjska region): سفيتشك (نبيذ سلوفيني من منطقة دولينسكا)
- Teran (Slovenian wine from Primorska region): تيرَان (نبيذ سلوفيني من منطقة بريمورسكا)
- Kislo mleko (sour milk): كيسلو ميليكو (حليب حامض)
- Šabesa: شابِسا (مشروب كحولي سلوفيني تقليدي)
- Slivovka, Slivovica: سليڤوفكا (مستخلص البرقوق الكحولي)
- Tolkovec: تولكوفيتس (مشروب تقليدي سلوفيني يُشرب في بعض المناطق)
- Tropinovec: تروبِينوفيتس (مشروب كحولي مصنوع من بقايا عصر العنب)
- Pinjenec (buttermilk): بينينِتس (لبن رائب أو حليب مخفوق)
- Union beer: بيرة يونيون (علامة بيرة سلوفينية مشهورة)
- Laško/Zlatorog beer: بيرة لاشكو/زلاتوروج (علامات بيرة سلوفينية مشهورة)

## االمراجع
1. ↑  "Strategija razvoja gastronomije Slovenije [The Strategy of the Development of the Gastronomy of Slovenia] (PDF) (in Slovenian)" (PDF). مؤرشف من الأصل (PDF) في 2016-03-03. اطلع عليه بتاريخ 2024-12-27.
2. ↑  Molokhovets, Elena. (1998 page 331). Classic Russian Cooking. Indiana University Press. {{استشهاد بكتاب}}: تحقق من التاريخ في: |تاريخ= (مساعدة)
3. ↑  ""DOOR". European Commission". 27 ديسمبر 2024. اطلع عليه بتاريخ 2023-01-24.
4. 1 2  "ISBN". Wikipedia (بالإنجليزية). 17 Dec 2024. Archived from the original on 2024-12-26.